# 利斯特維揚卡 (烏克蘭)
47°23′47″N 37°10′29″E / 47.39639°N 37.17472°E
利斯特維揚卡（烏克蘭語：Листвянка）是位於烏克蘭東南部的村莊，由扎波羅熱州波洛希區的羅濟夫卡市鎮負責管轄。該村始建於1823年，面積1.62平方公里，海拔高度162米，2001年人口377，人口密度每平方公里232.4人。